# Gollapalli, Chintamani
Gollapalli là một làng thuộc tehsil Chintamani, huyện Kolar, bang Karnataka, Ấn Độ.